# Jake Roberts
Aurelian Smith, Jr. (nacido el 30 de mayo de 1955) es un luchador profesional estadounidense semirretirado conocido como Jake "The Snake" Roberts. quien actualmente trabaja para All Elite Wrestling (AEW) como mánager. Roberts ha estado en diferentes empresas como Asistencia Asesoría y Administración (AAA), World Wrestling Federation (WWF) y World Championship Wrestling (WCW). Además, es célebre por ser el inventor del movimiento de lucha libre DDT por accidente.

## Carrera

### World Wrestling Federation (1985-1992)
Comenzó en diferentes empresas, pero la más conocida es la WWF, en WrestleMania V derrotó a Andre The Giant debido a descalificación, este pique con Andre The Giant empezó en el Royal Rumble 1989 donde Roberts fue eliminado por Andre.
Empezó este entonces un feudo con Ted Dibiase, siendo eliminado en Royal Rumble 1990 por este por Randy Savage. En WrestleMania VI, fue derrotado por cuenta fuera por DiBiase, más tarde iniciaría un feudo con Rick Martel, en Survivor Series 1990 el y su equipo fueron derrotados por el equipo de Martel que estaba conformado por The Warlord, Hercules y Paul Roma. Compitió en el Royal Rumble 1991 siendo eliminado por Martel, en WrestleMania VII logra vengarse de Martel en un Bildfodd Match.
Comenzó un feudo con Randy Savage de casi 1 año de duración, Savage al casarse con Miss Elizabeth, Roberts junto a Undertaker atacan a Savage mandándoles una cobra en una regalo de Boda, en Survivor Series 1991, supuestamente él estaba en el equipo de IRS, The Natural Disasters, él fue suspendido debido a un ataque con la cobra de Randy Savage, tal que ambos fueron eliminados del grupo. En 1992 Royal Rumble, fue eliminado por Randy Savage, no logrando ganar el Rumble, empezó un feudo con su antiguo compañero Undertaker, en WrestleMania VIII fue derrotado por Undertaker. Dio su última lucha en Saturday Night Main Event siendo derrotado por Savage quien era el Campeón de la WWF, La lucha fue por título.

### Asistencia Asesoría y Administración (1993-1994)
Roberts debutó en la empresa mexicana Asistencia Asesoría y Administración (AAA) en abril de 1993, causando la derrota de Konnan en un carrera vs. carrera en Triplemanía I. El encuentro de Roberts comenzó una disputa que duró hasta 1994 en Triplemanía II-C , en el que Konnan derrotó a Roberts en una lucha de cabellera vs. cabellera.

### World Wrestling Federation (1996-1997)
Dio un sorpresivo retorno o regreso en el Royal Rumble 1996, no logrando ganar al ser eliminado por Vader, en RAW derrotó a Owen Hart via descalificación, en WrestleMania XII, fue derrotado por el Camp Cornette, Vader, British Bulldog y Owen Hart, cuando hacia pareja con Yokozuna y Ahmed Johnson, en In Your House fue derrotado junto a Johnson por British Bulldog y Owen Hart. Tras esto empezó varios feudos como con En El King Of The Ring llegó a la final donde se enfrentó a Stone Cold donde fue derrotado estando lesionado por los brutales ataques de Vader Steve Austin, Crush y con Jerry Lawler, pidió su salida en febrero de 1997.   
En 2013 se inició un rumor de que Roberts participaría en el Royal Rumble Match en 2014.

### Circuito independiente (1997-presente)

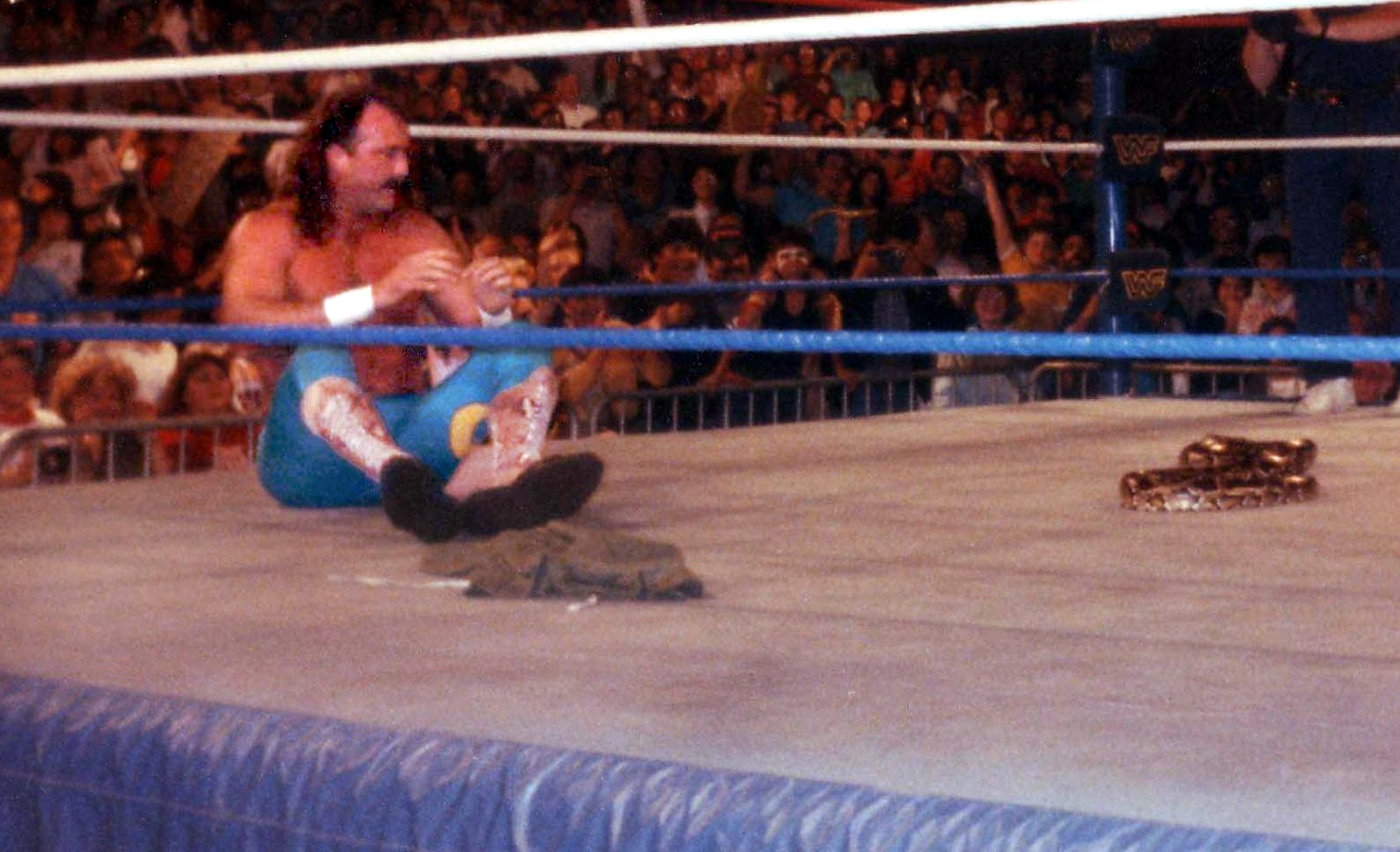
Roberts en un evento de la WWF con su famosa serpiente Damian.

En 2001, Roberts se trasladó a Gran Bretaña, donde empezó a competir contra las Brian Dixon Wrestling estrellas. En diciembre, hizo su debut Mundial en la Asociación de Lucha Libre en Lowestoft. El 20 de octubre de 2002, Roberts se convirtió en el NWA UK Hammerlock Heavyweight Championship en Maidstone, Kent, Inglaterra, al derrotar a "Vigilante" Johnny Moss. Moss lo derrotó por el título de la noche siguiente, en Ashford, Kent, sin embargo. En noviembre de 2002, Roberts comenzó su propia promoción de lucha libre en el Reino Unido, llamado "Real Stars of wrestling".
Roberts hizo su aparición en el show británico final WAW en octubre una vez más, trabajo en equipo con Steve Quintain contra los Pitbulls de Reino Unido. Sin embargo, Roberts apareció en el show "en ningún estado en forma para competir", pero siguió adelante con su partido. Roberts hizo una promo para rendir homenaje a Ray Traylor, que había fallecido unos días antes, y casi se metió en una pelea con luchadores de la WAW varios que fueron enviados para calmar la situación. Esto supuso un reto de Zak Zodiac, hijo de Knight y Ricky Sweet Saraya, y que sólo tenía 13 años a una pelea.
Roberts hizo una aparición World Wrestling Entertainment (WWE) el 14 de marzo de 2005, donde se enfrentó a Randy Orton, que se estaba preparando para desafiar a The Undertaker en WrestleMania 21 Roberts, advirtió que a Orton sobre The Undertaker, en particular en WrestleMania , luego fue víctima de RKO "Orton", . Trabajó con la empresa para crear un DVD retrospectivo de su carrera (los ya mencionados de Pick Your Poison DVD), que fue lanzado ese mismo año.Roberts hizo su aparición en Houston, en una versión de la promoción Pro Wrestling Alliance (PWA) . En un momento dijo que le gustaba la lucha libre más que nada en el mundo el luchador de la PWA "Rockstar" Robbie Gillmore interrumpió a Jake y trató de hacer una alianza basada en el hecho de que Robbie lleva una camisa de estilo años 80 con una cobra. Jake acaba de declarar que lo único que quería era un poco de respeto, y la interrupción de la de Rockstar le irritaba. Jake luego atacó a Gillmore.
En mayo de 2009, Roberts se unió al circo de Jim Rose: El Tour Collide Legends. Anunciado como "una campaña que contiene muchachas bonitas, lucha libre, circo, acrobacias increíbles, y pelea a puñetazos, la gira cuenta con Jim Rose y el luchador Sinn Bouldi en el "equipo de Jake".

### Total Nonstop Action Wrestling (2006–2008)
Firmó un contrato de tres años en TNA.
Roberts hizo una aparición en el 19 de octubre de 2006 de TNA Impact!. Anunció que sería el árbitro del combate Monster's Ball entre Brother Runt, Abyss, Raven, y Samoa Joe en Bound for Glory.
Roberts hizo un retorno en la noche a la TNA en el 2008 como invitado de "Black Machismo" Jay Lethal en un storyline en Slammiversary.
Tras su paso por TNA, Jake Roberts hizo algunas apariciones en PWA. El 22 de agosto de 2010 Roberts anunció su retirada, a los 55 años de edad.

### WWE (2014)
Roberts hizo su regreso a la WWE por primera vez desde 1997 en el Main Event del RAW Old School del 6 de enero de 2014, interrumpiendo la celebración de The Shield después de que Roman Reigns derrotara a CM Punk. Al llegar al ring, le puso su serpiente a Dean Ambrose en el pecho. El 27 de enero, en RAW, fue anunciado como el segundo miembro introducido en el WWE Hall of Fame de 2014.

### All Elite Wrestling (2019-presente)
En 2019 durante The Road to All Out, Roberts apareció como crupier en una mesa de blackjack que repartía cartas a las participantes de Women's Casino Battle Royale, refiriéndose a su infame "¿quieres jugar 21?" promo de 1991. El 4 de marzo de 2020, hizo una aparición sorpresa en AEW Dynamite, interrumpiendo a Cody. En su promoción, Roberts afirmó que tenía un "cliente" entrando a AEW, insinuando que será el gerente de un nuevo talento.

## Vida personal
Jake the Snake Roberts luchó por años contra su adicción a múltiples drogas y alcohol, Diamond Dallas Page, ayudó con su programa DDP Yoga y le dio otra oportunidad para recuperarse que terminó con su inducción al Hall of Fame 2014, todo esto está resumido en el documental hecho por DDP llamado The Resurrection of Jake Snake.

## Campeonatos y logros

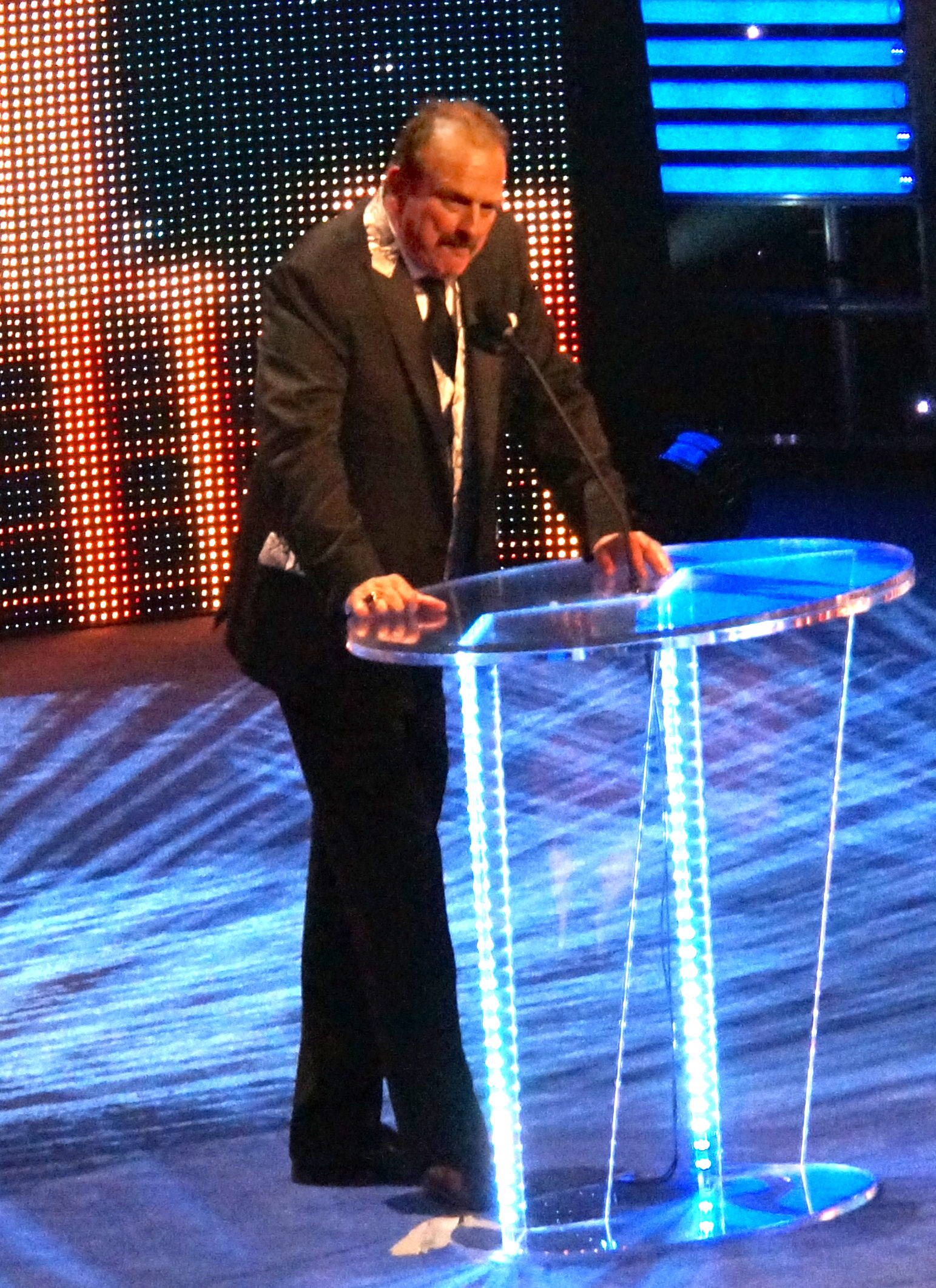
Roberts en el Salón de la Fama de la WWE.

- All-Star Wrestling Network (Georgia)
  - AWN World Heavyweight Champion (1 vez)
- Americas Wrestling Federation
  - AWF Puerto Rican Heavyweight Championship (1 vez)

- Georgia Championship Wrestling
  - NWA National Television Championship (1 vez)[3]
  - NWA World Television Championship (Georgia version) (2 veces)[4]

- Pro Wrestling Illustrated
  - PWI Most Inspirational Wrestler of the Year (1996)[5]
  - PWI situado en el # 100 entre los 500 mejores luchadores en 2003.[cita requerida]

- Mid-South Wrestling Association
  - Mid-South Louisiana Heavyweight Championship (1 vez)[6]
  - Mid-South North American Heavyweight Championship (2 veces)[7]
  - Mid-South Television Championship (1 vez)[8]

- Smoky Mountain Wrestling
  - SMW Heavyweight Championship (1 vez)[9]

- Stampede Wrestling
  - Stampede North American Heavyweight Championship (1 vez)[10]

- World Class Championship Wrestling
  - WCWA World Six-Man Tag Team Championship (1 vez) – con Chris Adams & Gino Hernández[11]
  - WCCW Television Championship (1 vez)[12]

- WWE
  - WWE Hall of Fame (2014)

### Lucha de Apuestas
| Ganador            | Perdedor                 | Lugar                    | Evento           | Fecha              | Notas |
| ------------------ | ------------------------ | ------------------------ | ---------------- | ------------------ | ----- |
| Konnan (cabellera) | Jake Roberts (cabellera) | Tijuana, Baja California | Triplemanía II-C | 27 de mayo de 1994 |       |